# Donacaula mucronella
Donacaula mucronella là một loài bướm đêm thuộc họ Crambidae. Loài này có ở châu Âu.
Sải cánh dài 22–26 mm for the male và 29–35 mm đối với con cái. Con trưởng thành bay từ tháng 6 đến tháng 9 tùy theo địa điểm.
Ấu trùng ăn Carex, Carex riparia, Glyceria maxima và Phragmites.